# Бадра
Бадра (нем. Badra) — община в Германии, в земле Тюрингия. 
Входит в состав района Кифхойзер. Подчиняется управлению Киффхойзер.  Население составляет 576 человек (на 31 декабря 2010 года). Занимает площадь 13,99 км².